# Żory
Żory (udtale: [ˈʐɔrɨ]  ( hør); tysk: Sohrau, schlesisk: Żory, tjekkisk: Žáry, Žárov)  er en by i den  sydlige  del af  voivodskabet Schlesien i  det sydlige Polen. Byen   har 61.793(2023) indbyggere og et areal på 64,64 km², og er et selvstændigt  bypowiat. Den ligger i den historiske region Øvre Schlesien omkring 30 km sydvest for Katowice.

## Historie
Bebyggelsen på vejen fra Cieszyn til Kraków blev første gang nævnt i et skøde fra 1258, da den var en del af det fragmenterede Piast-regerede Kongeriget Polen. Żory er blandt de ældste byer i Schlesien, og blev tildelt byrettigheder i henhold til Magdeburg lov den 24. februar 1272 af hertug Władysław af Opole. Det forblev en del af det øvre Schlesiske Hertugdømmet Opole, siden 1327 et Bøhmisk len, indtil det i 1532 blev indlemmet i Den bøhmiske krones lande. I 1645 vendte den sammen med hertugdømmerne  Opole og Racibórz  tilbage til Polen under Huset Vasa, og i 1666 faldt den tilbage til Bøhmen. I det 18. århundrede var det centrum for tekstil-fremstilling, senere for metal- og maskinindustrien.